# Eye of the Tiger
Eye of the Tiger – singiel zespołu Survivor wydany w roku 1982, pochodzący z albumu o tym samym tytule. Stał się międzynarodowym przebojem, szturmem zdobywając coraz to nowe listy przebojów na całym świecie, czego dowodem jest fakt, że utwór ten utrzymał się na pierwszym miejscu listy Billboard Hot 100 przez sześć tygodni począwszy od 1 lipca 1982 roku. Utwór był napisany na zamówienie Sylvestra Stallone i użyty w filmie Rocky III. Oryginalna wersja piosenki (tj. słyszana w filmie) zawiera dodatkowo autentyczne ryki tygrysów. W wersji studyjnej i teledyskowej zrezygnowano z tego dodatku. Piosenka jest jednym ze sztandarowych utworów University of Missouri Athletic Department.
Piosenka przewodziła również liście przebojów Mainstream Rock Tracks. Piosenka była numerem jeden na listach brytyjskich, australijskich i irlandzkich. Utwór zwyciężył nagrodę Grammy, dostał nominację do Oscara. Został wybraną "najlepszą nową piosenką" (Best New Song) na gali People’s Choice Awards. Singiel uplasował się na 21. miejscu listy Billboard's All Time Top 100.
Piosenkę napisali Frankie Sullivan i Jim Peterik.
W 1986 roku powstał film o tym samym tytule, w którym został wykorzystany ten utwór.
W 2007 roku została wydana reedycja singla.

## Wersja Amel Bent
Eye Of The Tiger – cover piosenki zespołu Survivor. Autorami tekstu są: Jim Peterik oraz Frankie Sullivan.

## Lista utworów
- 1. Eye Of The Tiger
- 2. Eye Of The Tiger (Instrumental)

## Pozycje na listach
| Lista przebojów (2006)         | Najwyższa pozycja |
| ------------------------------ | ----------------- |
| Belgia Wallia Ultratop         | 13                |
| Europa Official Top 100        | 19                |
| Francja Top 40                 | 2                 |
| Rosja AirPlay Top 100          | 109               |
| Szwajcaria Singles Charts      | 32                |
| Szwecja Top 60                 | 32                |
| Tajwan Top 10                  | 17                |
| World Official Top 100         | 50                |
| World Airplay Official Top 100 | 55                |